# Digital Audio Radio Satellite
Digital Audio Radio Service (DARS) lässt sich auf Deutsch in etwa mit "digitales Hörfunkprogramm" übersetzten. Nach Definition der US-amerikanischen Behörde FCC ist mit DARS die Ausstrahlung von digitalem Hörfunk im Bereich 2320 bis 2345 MHz des S-Bands gemeint.
DARS umfasst mehr als 100 Kanäle. Oft wird die Bezeichnung auch für die Ausstrahlung über Satellit gebraucht. Genau genommen müsste Satellitenradio als "SDARS", also satellites DARS, bezeichnet werden. Bodengestützte Repeater verbessern den Empfang an Orten, wo Gebäude oder Berge das Satellitensignal abschatten.
Mit dem dichten Netz von terrestrischen Sendeanlagen hat Satellitenrundfunk für Deutschland eine weniger große Bedeutung als in Nordamerika, mit seinen über große Strecken hinweg dünn besiedelten Gebieten.